# Катлычь
Катлычь — река на полуострове Камчатка в России, представляет собой протоку Большой Хапицы. В настоящее время является её основным руслом. Длина водотока — около 32 км.
Разделяется с протокой Старая Хапица чуть выше устья Первого Бекеша на высоте около 37 метров над уровнем моря. Течёт в северном направлении по заболоченной территории. Протекает через озеро Старый Катлычь. В низовьях разветвляется на несколько проток. Впадает в протоку Камчатки Кривую справа на расстоянии 3 км от её устья.
По данным государственного водного реестра России относится к Анадыро-Колымскому бассейновому округу. Код водного объекта — 19070000112020000017209.
Притоки:
- правые: Широкая
- левые: Каменистая